# Trichilia tetrapetala
Trichilia tetrapetala är en tvåhjärtbladig växtart som beskrevs av C. Dc.. Trichilia tetrapetala ingår i släktet Trichilia och familjen Meliaceae. Inga underarter finns listade i Catalogue of Life.